# Krzywotuły Nowe
Krzywotuły Nowe (ukr. Нові Кривотули, Nowi Krywotuły) – wieś na Ukrainie, w obwodzie iwanofrankiwskim, w rejonie tyśmienickim.
Pod koniec XIX wieku wieś leżała w powiecie tłumackim.